# Ваграм (Північна Кароліна)
Ваграм (англ. Wagram) — місто (англ. town) в США, в окрузі Скотленд штату Північна Кароліна. Населення — 615 осіб (2020).

## Географія
Ваграм розташований за координатами 34°53′21″ пн. ш. 79°21′55″ зх. д. / 34.88917° пн. ш. 79.36528° зх. д. (34.889100, -79.365208).  За даними Бюро перепису населення США в 2010 році місто мало площу 3,77 км², уся площа — суходіл.

## Демографія
Згідно з переписом 2010 року, у місті мешкало 840 осіб у 332 домогосподарствах у складі 239 родин. Густота населення становила 223 особи/км².  Було 373 помешкання (99/км²).
Расовий склад населення:
| - 49,2 % — чорних або афроамериканців - 41,0 % — білих - 6,8 % — корінних американців - 0,8 % — азіатів - 0,1 % — вихідців з тихоокеанських островів |

До двох чи більше рас належало 1,8 %. Частка іспаномовних становила 1,0 % від усіх жителів.
За віковим діапазоном населення розподілялося таким чином: 22,9 % — особи молодші 18 років, 59,2 % — особи у віці 18—64 років, 17,9 % — особи у віці 65 років та старші. Медіана віку мешканця становила 42,6 року. На 100 осіб жіночої статі у місті припадало 87,1 чоловіків;  на 100 жінок у віці від 18 років та старших — 78,5 чоловіків також старших 18 років.
Середній дохід на одне домашнє господарство  становив 47 499 доларів США (медіана — 39 750), а середній дохід на одну сім'ю — 53 765 доларів (медіана — 42 232). Медіана доходів становила 42 750 доларів для чоловіків та 26 023 долари для жінок. За межею бідності перебувало 20,1 % осіб, у тому числі 32,0 % дітей у віці до 18 років та 14,4 % осіб у віці 65 років та старших.
Цивільне працевлаштоване населення становило 322 особи. Основні галузі зайнятості: освіта, охорона здоров'я та соціальна допомога — 25,5 %, виробництво — 19,9 %, роздрібна торгівля — 13,4 %, транспорт — 10,6 %.